# Episodi de Il virginiano (ottava stagione)
L'ottava stagione della serie televisiva Il virginiano è andata in onda negli Stati Uniti dal 17 settembre 1969 al 18 marzo 1970 sulla NBC.
| nº | Titolo originale              | Titolo italiano | Prima TV USA      | Prima TV Italia |
| -- | ----------------------------- | --------------- | ----------------- | --------------- |
| 1  | Long Ride Home                |                 | 17 settembre 1969 |                 |
| 2  | A Flash of Darkness           |                 | 24 settembre 1969 |                 |
| 3  | Halfway Back from Hell        |                 | 1º ottobre 1969   |                 |
| 4  | The Power Seekers             |                 | 8 ottobre 1969    |                 |
| 5  | The Family Man                |                 | 15 ottobre 1969   |                 |
| 6  | The Runaway                   |                 | 22 ottobre 1969   |                 |
| 7  | A Love to Remember            |                 | 29 ottobre 1969   |                 |
| 8  | The Substitute                |                 | 5 novembre 1969   |                 |
| 9  | The Bugler                    |                 | 19 novembre 1969  |                 |
| 10 | Home to Methuselah            |                 | 26 novembre 1969  |                 |
| 11 | A Touch of Hands              |                 | 3 dicembre 1969   |                 |
| 12 | Journey to Scathelock         |                 | 10 dicembre 1969  |                 |
| 13 | A Woman of Stone              |                 | 17 dicembre 1969  |                 |
| 14 | Black Jade                    |                 | 31 dicembre 1969  |                 |
| 15 | You Can Lead a Horse to Water |                 | 7 gennaio 1970    |                 |
| 16 | Nightmare                     |                 | 21 gennaio 1970   |                 |
| 17 | The Shiloh Years              |                 | 28 gennaio 1970   |                 |
| 18 | Train of Darkness             |                 | 4 febbraio 1970   |                 |
| 19 | A Time of Terror              |                 | 11 febbraio 1970  |                 |
| 20 | No War for the Warrior        |                 | 18 febbraio 1970  |                 |
| 21 | A King's Ransom               |                 | 25 febbraio 1970  |                 |
| 22 | The Sins of the Fathers       |                 | 4 marzo 1970      |                 |
| 23 | Rich Man, Poor Man            |                 | 11 marzo 1970     |                 |
| 24 | Holocaust                     |                 | 18 marzo 1970     |                 |

## Long Ride Home
- Prima televisiva: 17 settembre 1969
- Diretto da: Michael Caffey
- Scritto da: Richard Fielder

### Trama
- Guest star: Leslie Nielsen (Ben Stratton), Lonny Chapman (Weasel Willie Burr), Patrick Tovatt (Charlie), Joyce Jameson (Millie), Jester Hairston (John Douglas), Lynne Youngreen (Dorie), Jean Peloquin (Gene), Alex Sharp (Buck), Pete Kellett (Purty), Hank Calia (Boom Boom)

## A Flash of Darkness
- Prima televisiva: 24 settembre 1969

### Trama
- Guest star: James Whitmore (Carl Kabe), Pamela McMyler (Ginny Kabe), Berkeley Harris (George Kabe), Richard Evans (Tom Kabe)

## Halfway Back from Hell
- Prima televisiva: 1º ottobre 1969
- Diretto da: Michael Caffey
- Soggetto di: James Duff McAdams, Alvin Sapinsley

### Trama
- Guest star: William Windom (Cardine), John Dehner (Marshall Eliazer Teague), Susan Howard (Rebecca Teague), Murray MacLeod (Will Steinbach), Parley Baer (giudice Pitt), Kelly Thordsen (Garth Meadows), Anna Navarro (Maria Ortiz), Del Monroe (Dalton), Len Wayland (barista), Larry J. Blake (Farnum), Tom Middleton (Lester), Chuck Courtney (Taper), Michael Masters (Dawkins)

## The Power Seekers
- Prima televisiva: 8 ottobre 1969

### Trama
- Guest star: Barry Sullivan (John Springfield), Andrew Prine (Tobe Larkin), Davey Davison (Jenny Larkin), Dana Elcar (Bennett Poole), Jonathan Goldsmith (Lou White), Robert Doyle (Denny Otis), John McLiam (Eb Smalley), Louis Massad (Hodges), Archie Butler (cittadino), Rod McGaughy (cittadino), Paul Newlan (cittadino)

## The Family Man
- Prima televisiva: 15 ottobre 1969
- Diretto da: Joseph Pevney
- Scritto da: Arthur Heinemann

### Trama
- Guest star: Darleen Carr (Anna Moore / Annie York), Frank Webb (Obie Moore / York), John Pickard (Nathan Rigby), Quinn K. Redeker (C.J.), Ray Fine (addetto al telegrafo), Boyd 'Red' Morgan (conducente della diligenza)

## The Runaway
- Prima televisiva: 22 ottobre 1969
- Diretto da: Anton Leader
- Scritto da: Gerald Sanford

### Trama
- Guest star: Guy Stockwell (Luke Callahan / Bayo), Peter Whitney (McPherson), Jan Shepard (Claire), Johnny Whitaker (Hoot Callahan), Kay E. Kuter (Jonah Sills), Stuart Nisbet (Bart), John Harmon (Henry), Buck Young (Pete), Dee Carroll (Kate Sills), Michael Bow (Nick)

## A Love to Remember
- Prima televisiva: 29 ottobre 1969

### Trama
- Guest star: Diane Baker (Julie Oakes), Fred Beir (Ord Glover), George Murdock (Barton), Arthur Hunnicutt (Porcupine Pete), Martin Ashe (medico legale), Stuart Nisbet (barista), Lili Valenty (zingaro/nomade), Jean Peloquin (Jean), Kitty Malone (Sophia), Dick Shane

## The Substitute
- Prima televisiva: 5 novembre 1969
- Diretto da: Anton Leader
- Scritto da: Gerald Sanford

### Trama
- Guest star: Dennis Cooney (Josh Gates), Beverlee McKinsey (Abby Clayton), James Westerfield (Gus Potter), Ken Lynch (sceriffo Stoddard), Don 'Red' Barry (Jake), Karl Swenson (Ezra Gates), Gregg Palmer (Boak), Harry Cooper (Lucius Heller), Stanley Clements (Matt), Bing Russell (Luke), Pat Priest (Mary Lou)

## The Bugler
- Prima televisiva: 19 novembre 1969
- Diretto da: Anton Leader
- Soggetto di: Jeb Rosebrook

### Trama
- Guest star: Michael Burns (Toby Hamilton), Morgan Woodward (Mr. Hamilton), Alan Hale Jr. (sergente O'Rourke), Mercer Harris (tenente Ben Carver), Myron Healey (tenente Mike Buehl), Scott Perry (Drill Sergeant)

## Home to Methuselah
- Prima televisiva: 26 novembre 1969
- Diretto da: Abner Biberman
- Soggetto di: Paul Freeman

### Trama
- Guest star: John Anderson (Seth James), Audrey Totter (Audry), Timothy Carey (Zach Ontro), G.D. Spradlin (predicatore), Len Wayland (sceriffo Lempke), Arell Blanton (Tom Rawlins), Amparo Pilar (Alma), Dan Flynn (giovane cacciatore), Anthony D. Call (Jase Dubbins)

## A Touch of Hands
- Prima televisiva: 3 dicembre 1969
- Diretto da: Anton Leader
- Scritto da: John Dunkel

### Trama
- Guest star: Michael Constantine (John Halstead), Belinda Montgomery (Peg Halstead), Charles Seel (Happy), Harry Swoger (Mr. Markle), Ann Morrison (Mrs. Markle), Homer Garrett (visitatore)

## Journey to Scathelock
- Prima televisiva: 10 dicembre 1969

### Trama
- Guest star: Anne Helm (Karen Mallory), Burr DeBenning (Orrey Hills), Lawrence Dane (Frenchman), Frank Campanella (sceriffo Quartermine), Ed Peck (esercente dell'hotel), Peter Bromilow (capitano Cornish), Arthur Malet (addetto notturno), Robert Williams (agente di carico)

## A Woman of Stone
- Prima televisiva: 17 dicembre 1969
- Diretto da: Abner Biberman
- Scritto da: Gerry Day

### Trama
- Guest star: Bethel Leslie (Mrs. Cloud / Catherine Cantrell), Charles Drake (Milo Cantrell), Tim Holt (Abe Landeen), Jean-Michel Michenaud (Wolf Cloud), Jane Actman (Laurie Cantrell), Clarke Gordon (dottore), Charles Brewer (Ben Foster), Bill Zuckert (Yaekima), Sam Edwards (Will Frazee), Arthur Space (Sam Foster), Eve McVeagh (Mrs. Foster), Kevin Tate (Clayton Landeen), William Corcoran (Mace Landeen), Kay Stewart (Martha Landeen), Claire Carleton (commesso)

## Black Jade
- Prima televisiva: 31 dicembre 1969
- Diretto da: Joseph Pevney
- Scritto da: Herb Meadow

### Trama
- Guest star: William Shatner (Henry Swann), James A. Watson Jr. (Cobey Jade), Jill Townsend (Roseanna), Timothy Scott (Frank Jugg), Charles Maxwell (Charlie Becker), Wayne Storm (Herman Jugg), Ken Renard (capo Iron Hands)

## You Can Lead a Horse to Water
- Prima televisiva: 7 gennaio 1970
- Diretto da: Joseph Pevney
- Scritto da: Lois Hire

### Trama
- Guest star: Strother Martin (Luther Watson), Elizabeth Hubbard (Mary Marshall), Noah Beery Jr. (Will Baxter), Anthony Eisley (Tom Kendrick), Richard Devon (Haskell), Dorothy Shay (Widow Krebs), John Daheim (Grimes), Robert Foulk (barista Fred), Sheila Leighton (Dolly)

## Nightmare
- Prima televisiva: 21 gennaio 1970

### Trama
- Guest star: Joan Crawford (Stephanie White), Steve Sandor (Billy White), Michael Conrad (John White), Warren J. Kemmerling (Frank Benteen), Booth Colman (Jeff Turner), Clarke Gordon (dottore), William Mims (pubblico ministero), Peter Marko (Sam Kincaid), William Chilles (Jake), Rachel Rosenthal (Natawista), Will Gulliver (Oscar), Luke Andreas (barista), Hal Torey (giudice), Kenner G. Kemp (giurato), Hal Taggart (giurato)

## The Shiloh Years
- Prima televisiva: 28 gennaio 1970
- Diretto da: Jeannot Szwarc
- Soggetto di: James Duff McAdams

### Trama
- Guest star: Anthony Franciosa (Kordick)

## Train of Darkness
- Prima televisiva: 4 febbraio 1970
- Diretto da: James Sheldon
- Scritto da: Robert Van Scoyk

### Trama
- Guest star: Dennis Weaver (Jed 'Judge Harker' Haines), John Larch (Charles Neely), Kaz Garas (Buster Floyd), Barbara Werle (Evelyn Neely), Gerald S. O'Loughlin (Luke Dormer Sr.), Charlotte Stewart (Lottie Roebuck Haines), Patrick Tovatt (Corey Dormer), Ben Wright (Michael Patrick), David Dukes (Lad Dormer), John Cliff (macchinista del treno), Pete Kellett (cugino di Dormer)

## A Time of Terror
- Prima televisiva: 11 febbraio 1970

### Trama
- Guest star: Joseph Cotten (giudice Will McMasters), Phillip Alford (Joe Thurman), Shelly Novack (Frank Thurman), Pamela Murphy (Emily Thurman), Virginia Gregg (Mary McMasters)

## No War for the Warrior
- Prima televisiva: 18 febbraio 1970
- Diretto da: Michael Caffey
- Soggetto di: Robert Earll

### Trama
- Guest star: Henry Jones (Ned Cochran), Charles Aidman (William Webb), Charles Robinson (John Wood aka Sitkonga), David Sheiner (Cully), Larry Ward (sceriffo Gray), Patricia Hyland (Kgoy-Ma), Barney Phillips (maggiore Heller)

## A King's Ransom
- Prima televisiva: 25 febbraio 1970

### Trama
- Guest star: Patrick Macnee (Connor), Jackie DeShannon (Mag), Don Knight (Henry), Michael Pate (Alf), Alan Baxter (Ben Thomas), Ann Doran (Annie Thomas), Bud Perkins (banchiere)

## The Sins of the Fathers
- Prima televisiva: 4 marzo 1970
- Diretto da: Walter Doniger
- Scritto da: David P. Harmon

### Trama
- Guest star: Robert Lipton (Adam Randall), Tim McIntire (John Wesley Hardin), William Lucking (Sam Evans), Terry Wilson (Shaker), Stuart Nisbet (barista), Bob Gravage (maniscalco), Dick Shane (Dick)

## Rich Man, Poor Man
- Prima televisiva: 11 marzo 1970
- Diretto da: Anton Leader
- Scritto da: Arthur Heinemann

### Trama
- Guest star: Jack Elam (Harve Yost), Patricia Morrow (Ellie Yost), Michael Larrain (Whit Yost), Kenneth Tobey (Joe Pierce), Tom Basham (Jess Pulver), Arthur Hanson (John Nelson), Russell Thorson (Josh Dorcas), Robert Brubaker (Reardon), Bud Walls (Bart Whedon)

## Holocaust
- Prima televisiva: 18 marzo 1970

### Trama
- Guest star: Anthony Franciosa (Kordick), Harold J. Stone (Adam Southcort), Sandy Kenyon (Rafe Ogden), Sean McClory (Walter May), John Hoyt (John Weston), Jean Peloquin (Jean), Lynne Youngreen (Lola), Alex Sharp (Muirhead)